# Актюбинская епархия
Актю́бинская епархия — епархия Казахстанского митрополичьего округа Русской Православной Церкви, объединяющая приходы в пределах Актюбинской и Кызылординской областей, включая город Байконур.

## История
Актюбинское викариатство Алма-Атинской епархии существовало короткое время в 1935—1937 годах.
24 марта 2022 года образована самостоятельная Актюбинская епархия в границах Актюбинской и Кызылординской областей, будучи выделена из состава Уральской и Чимкентской епархий. Одновременно вошла в состав Казахстанского митрополичьего округа.

## Епископы
Актюбинское викариатство Алма-Атинской епархии
- Александр (Раевский) (30 октября 1935 — сентябрь 1936)
- Серафим (Зборовский) (сентябрь 1936 — 4 сентября 1937)

Актюбинская епархия
- Игнатий (Сидоренко) (с 1 мая 2022)

## Благочиния
Епархия разделена на 2 церковных округа:
- Актюбинское благочиние,
- Кызылординское благочиние.